# Temporada 1998-99 de los Phoenix Suns
La temporada 1998-99 fue la trigesimoprimera de los Phoenix Suns en la NBA. La temporada regular acabó con 27 victorias y 23 derrotas, ocupando el séptimo puesto de la Conferencia Oeste, clasificándose para los playoffs en los que cayeron en primera ronda ante los Portland Trail Blazers. Debido a un cierre patronal, la temporada regular comenzó el 5 de febrero de 1999 y se redujo de 82 partidos a 50.

## Elecciones en elDraft
Este fue el primer año en la historia de la franquicia en el que los Suns no tuvieron selecciones de draft. Su selección de primera ronda (que se convirtió en Tyronn Lue) fue traspasada a los Denver Nuggets el año anterior como parte del acuerdo por Antonio McDyess, y su selección de segunda ronda (que resultó en Greg Buckner) fue intercambiada a los Dallas Mavericks en 1996 en el acuerdo por Jason Kidd.

## Temporada regular
| División Pacífico        | División Pacífico | División Pacífico | División Pacífico | División Pacífico | División Pacífico | División Pacífico | División Pacífico | División Pacífico |
| Equipo                   | G                 | P                 | %                 | PD                | Casa              | Fuera             | Div               |                   |
| ------------------------ | ----------------- | ----------------- | ----------------- | ----------------- | ----------------- | ----------------- | ----------------- | ----------------- |
| y-Portland Trail Blazers | 35                | 15                | .700              | –                 | 22–3              | 13–12             | 15–7              |                   |
| x-Los Angeles Lakers     | 31                | 19                | .620              | 4                 | 18–7              | 13–12             | 14–8              |                   |
| x-Sacramento Kings       | 27                | 23                | .540              | 8                 | 16–9              | 11–14             | 11–9              |                   |
| x-Phoenix Suns           | 27                | 23                | .540              | 8                 | 15–10             | 12–13             | 9–10              |                   |
| Seattle SuperSonics      | 25                | 25                | .500              | 10                | 17–8              | 8–17              | 11–10             |                   |
| Golden State Warriors    | 21                | 29                | .420              | 14                | 13–12             | 8–17              | 8–11              |                   |
| Los Angeles Clippers     | 9                 | 41                | .180              | 26                | 6–19              | 3–22              | 3–16              |                   |

## Playoffs

### Primera ronda
Portland Trail Blazers  vs. Phoenix Suns
| Fecha      | Partido                                     | Ciudad   |
| ---------- | ------------------------------------------- | -------- |
| 8 de mayo  | Portland Trail Blazers 95, Phoenix Suns 85  | Portland |
| 10 de mayo | Portland Trail Blazers 110, Phoenix Suns 99 | Portland |
| 12 de mayo | Phoenix Suns 93, Portland Trail Blazers 103 | Phoenix  |
|            | Portland Trail Blazers gana las series 3-0  |          |

## Estadísticas

### Temporada regular
| Jugador           | PJ | PT | MPP  | %TC  | 3P%   | %TL   | RPP | APP  | ROB | TPP | PPP  |
| ----------------- | -- | -- | ---- | ---- | ----- | ----- | --- | ---- | --- | --- | ---- |
| Toby Bailey       | 27 | 10 | 9.2  | .395 | .200  | .692  | 2.0 | 0.5  | .3  | .1  | 2.9  |
| Gerald Brown      | 33 | 0  | 7.2  | .371 | .300  | .786  | 0.7 | 0.9  | .2  | .0  | 2.4  |
| Rex Chapman       | 38 | 35 | 31.1 | .359 | .351  | .835  | 2.7 | 2.9  | .9  | .2  | 12.1 |
| Pat Garrity       | 39 | 9  | 13.8 | .500 | .389  | .714  | 1.9 | 0.5  | .2  | .1  | 5.6  |
| Tom Gugliotta     | 43 | 43 | 36.3 | .483 | .286  | .794  | 8.9 | 2.8  | 1.4 | .5  | 17.0 |
| Jason Kidd        | 50 | 50 | 41.2 | .444 | .366  | .757  | 6.8 | 10.8 | 2.3 | .4  | 16.9 |
| Joe Kleine        | 31 | 5  | 12.1 | .405 | .000  | .667  | 2.2 | 0.4  | .3  | .0  | 2.2  |
| Randy Livingston  | 1  | 0  | 22.0 | .625 | .     | 1.000 | 2.0 | 3.0  | 2.0 | .0  | 12.0 |
| Luc Longley       | 39 | 39 | 23.9 | .483 | .     | .776  | 5.7 | 1.2  | .6  | .5  | 8.7  |
| Danny Manning     | 50 | 5  | 23.7 | .484 | .111  | .696  | 4.4 | 2.3  | .7  | .8  | 9.1  |
| George McCloud    | 48 | 16 | 25.9 | .438 | .416  | .862  | 3.4 | 1.6  | .9  | .3  | 8.9  |
| Marko Milič       | 11 | 0  | 4.8  | .400 | .000  | .     | 0.5 | 0.2  | .3  | .1  | 1.5  |
| Chris Morris      | 44 | 2  | 12.2 | .430 | .286  | .870  | 2.8 | 0.5  | .4  | .3  | 4.2  |
| Jimmy Oliver      | 2  | 0  | 5.5  | .333 | 1.000 | .     | 0.0 | 0.0  | .0  | .0  | 1.5  |
| Shawn Respert     | 12 | 1  | 8.3  | .361 | .308  | .700  | 1.1 | 0.7  | .4  | .0  | 3.1  |
| Clifford Robinson | 50 | 35 | 34.8 | .475 | .417^ | .697  | 4.5 | 2.6  | 1.5 | 1.2 | 16.4 |
| Alvin Sims        | 4  | 0  | 6.3  | .400 | 1.000 | .400  | 1.0 | 1.3  | .5  | .0  | 2.8  |

### Playoffs
| Jugador           | PJ | PT | MPP  | %TC   | 3P%   | %TL   | RPP | APP  | ROB | TPP | PPP  |
| ----------------- | -- | -- | ---- | ----- | ----- | ----- | --- | ---- | --- | --- | ---- |
| Gerald Brown      | 1  | 0  | 1.0  | 1.000 | .     | .     | 0.0 | 0.0  | .0  | .0  | 2.0  |
| Rex Chapman       | 3  | 3  | 19.0 | .286  | .333  | .750  | 2.0 | 2.0  | .3  | .0  | 5.7  |
| Pat Garrity       | 3  | 0  | 17.3 | .529  | 1.000 | 1.000 | 3.0 | 0.3  | .3  | .3  | 9.0  |
| Tom Gugliotta     | 3  | 3  | 39.3 | .371  | .     | .750  | 8.3 | 3.3  | 1.3 | 1.0 | 10.7 |
| Jason Kidd        | 3  | 3  | 42.0 | .419  | .250  | .714  | 2.3 | 10.3 | 1.7 | .3  | 15.0 |
| Joe Kleine        | 1  | 0  | 5.0  | .500  | .     | .     | 1.0 | 0.0  | 1.0 | 1.0 | 2.0  |
| Randy Livingston  | 3  | 0  | 8.0  | .400  | .000  | 1.000 | 2.3 | 0.7  | .3  | .0  | 5.3  |
| Luc Longley       | 3  | 2  | 17.0 | .167  | .     | .     | 3.0 | 0.3  | 1.0 | .0  | 1.3  |
| Danny Manning     | 3  | 1  | 26.3 | .583  | .     | .769  | 1.7 | 2.0  | 1.3 | .0  | 12.7 |
| George McCloud    | 3  | 0  | 26.7 | .433  | .450  | .700  | 4.3 | 0.7  | 1.7 | .0  | 14.0 |
| Chris Morris      | 1  | 0  | 10.0 | 1.000 | 1.000 | .000  | 1.0 | 0.0  | .0  | .0  | 5.0  |
| Clifford Robinson | 3  | 3  | 39.0 | .475  | .222  | .636  | 5.3 | 2.7  | 2.0 | .3  | 15.7 |

## Galardones y récords
| Jugador    | Galardón                                                    |
| Jason Kidd | Mejor quinteto de la NBA Mejor quinteto defensivo de la NBA |